# William Patterson
William Andrade Patterson GOMM (Amargosa, 28 de setembro de 1936) é um advogado brasileiro.

## Biografia
Filho de Antônio Wilson Patterson e de Aída Andrade Patterson e sobrinho-bisneto do célebre médico escocês estabelecido na Bahia Dr. John Ligertwood Patterson. Obteve o bacharelado em direito pela Faculdade Brasileira de Ciências Jurídicas, na cidade do Rio de Janeiro, recebendo o grau de bacharel em direito em 1961.
Foi ministro do Superior Tribunal de Justiça, de 3 de agosto de 1979 a 14 de dezembro de 2000, instituição da qual foi presidente no biênio 1993 - 1995, e ministro do Tribunal Federal de Recursos. Admitido à Ordem do Mérito Militar em 1991 no grau de Comendador especial pelo presidente Fernando Collor, Patterson foi promovido em 1993 por Itamar Franco ao grau de Grande-Oficial.
Além disso, ocupou a função de consultor geral da república no período de 13 de dezembro de 1978 até 15 de março de 1979, no governo Geisel. Integrou também os quadros do Tribunal Superior Eleitoral, como membro suplente  (1983), membro efetivo (1985) e corregedor-geral da Justiça Eleitoral (1987).
Foi casado com Juberta Bartolo de Andrade Patterson, falecida em 2016, com que tem uma filha, Claúdia Bartolo Patterson.